# Centro Administrativo do Estado do Rio Grande do Sul

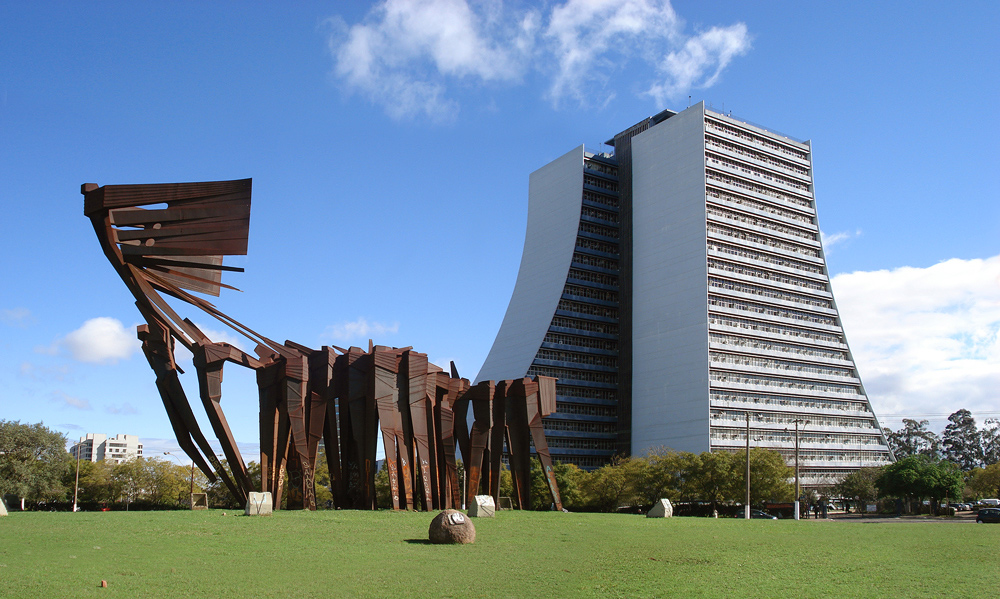
Monumento aos Açorianos com prédio do Centro Administrativo do Estado do Rio Grande do Sul ao fundo

O Centro Administrativo do Estado do Rio Grande do Sul (CAERGS) ou Centro Administrativo Fernando Ferrari (CAFF) é um prédio em forma de pirâmide localizado no bairro Praia de Belas em Porto Alegre, capital do RS. No edifício funcionam diversas Secretarias e outros órgãos da administração pública estadual. Seu nome é uma homenagem ao economista e político Fernando Ferrari.
Teve sua construção iniciada em 1976, e a inauguração ocorreu em 10 de março de 1987.
Está localizado no Largo dos Açorianos, que também conta com o Monumento aos Açorianos e a Ponte de Pedra.

## Imagens adicionais

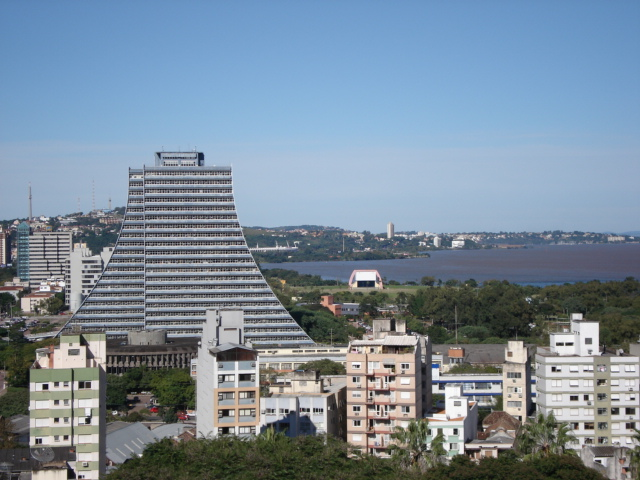
Visão panorâmica do CAERGS